# Eustoquio de Tours
Eustoquio de Tours (en latín, Eustochius) fue el quinto obispo de Tours de 443 a 460. 
Fue sucedido por su pariente cercano, Perpetuo. Su nombre, muy raro, sugiere una posible conexión con santa Eustoquia, ya que su padre era el hermano de ella, Julio Toxocio el Joven, y su abuelo materno fue Publio Ceyonio Cecina Albino, de los Ceionii Volusiani. 